# Pink Friday 2
Pink Friday 2 è il quinto album in studio della rapper trinidadiana Nicki Minaj, pubblicato l'8 dicembre 2023 dalla Heavy on It, Young Money e Republic. 
Concepito come sequel dell'album di debutto di Minaj Pink Friday (2010), si tratta della prima pubblicazione di un album da parte della rapper a cinque anni di distanza dal predecessore Queen.

## Promozione
Super Freaky Girl è stato pubblicato come singolo apri-pista dall'album il 12 agosto 2022. Grazie al brano, Minaj è diventata la prima rapper solista donna a debuttare in cima alla Billboard Hot 100 statunitense dai tempi di Doo Wop (That Thing) di Lauryn Hill nel 1998 e la prima rapper donna del 21º secolo a riuscirsi da solista.
Red Ruby da Sleeze, pubblicato il 3 marzo 2023, è stato originariamente concepito come singolo promozionale, ma è stato successivamente inviato alle stazioni radiofoniche statunitensi. Last Time I Saw You è stato pubblicato come secondo estratto il 1º settembre seguente ed è stato eseguito dal vivo undici giorni più tardi agli MTV Video Music Awards 2023, dove Minaj ha anche presentato in anteprima l'allora traccia inedita  Big Difference. Il 13 ottobre il brano Bahm Bahm è stato diffuso attraverso il sito della Minaj, che originariamente aveva confermato fosse stato escluso dalla lista tracce dell'album.
Alcuni giorni dopo la pubblicazione dell'album vengono annunciate le date europee e nordamericane del Pink Friday 2 World Tour, che si svolgerà da marzo a luglio 2024. Prima dell'inizio del tour, a gennaio 2024, le tracce Everybody e FTCU sono state entrambe scelte come singoli radiofonici per gli Stati Uniti.

## Tracce
1. Are You Gone Already – 4:30 (Onika Maraj, Finneas O'Connell)
2. Barbie Dangerous – 2:12 (Onika Maraj, Joshua Goods, Kameron Cole, Kendall Taylor, Christopher Wallace, Anthony Henderson, Bryon McCane, Steven Howse, Sean Combs, Steven Jordan)
3. FTCU – 2:52 (Onika Maraj, Juaquin Malphurs, Joshua Luellen, Jacob Canady)
4. Beep Beep – 1:35 (Onika Maraj, Shane Lindstrom, Gavin Valencia)
5. Fallin 4 U – 3:50 (Onika Maraj, Darryon Bunton, Jacob Canady)
6. Let Me Calm Down (feat. J. Cole) – 4:04 (Onika Maraj, Derrick Miller, Jacob Canady, Jermaine Cole, Ofer Shaul Ishai)
7. RNB (feat. Lil Wayne e Tate Kobang) – 3:04 (Onika Maraj, Dwayne Carter, Joshua Goods, Kendall Taylor, Tomislav Ratesic)
8. Pink Birthday – 2:08 (Onika Maraj, Amir Sims, Chase Lieberman, Jacques Webster, Leland Wayne, Matthew Samuels, Michael Dean, Peter Mellin, Shubhkarman Pruthi, Sonny Uwaezuoke)
9. Needle (feat. Drake) – 3:55 (Onika Maraj, Aubrey Graham, Matthew Samuels, Johann Deterville, Rahiem Hurlock)
10. Cowgirl (feat. Lourdiz) – 3:36 (Onika Maraj, Alyssa Lourdiz Cantu, Rocco Valdes, Ryan Ogren, Łukasz Gottwald)
11. Everybody (feat. Lil Uzi Vert) – 3:00 (Onika Maraj, Symere Woods, Isaiah Henry, Joshua Goods, Jesper Mortensen)
12. Big Difference – 3:11 (Onika Maraj, Michael Mulé, Isaac De Boni, Keanu Torres, Jahmal Gwin, Marcus Slade, Derrick Gray)
13. Red Ruby da Sleeze – 3:34 (Onika Maraj, Go Grizzly, Cheeze Beatz, Tate Kobang, Lumidee Cedeño, Kirsten Allyssa Spencer, Teddy Mendez, Steven Marsden, Josiah Nasir Muhammad, Irvin Winslow, Edwin Perez)
14. Forward from Trini (feat. Skillibeng e Skeng) – 2:33 (Onika Maraj, Dave Kelly, Emwah Warmington, Kevaun Douglas, Rowan Melhado, Sebastian Loers)
15. Pink Friday Girls – 2:46 (Onika Maraj, Alyssa Lourdiz Cantu, Jeremy Reid, Robert Hazard, Ryan Ogren)
16. Super Freaky Girl – 2:50 (Onika Maraj, Aaron Joseph, Alonzo Miller, Gamal "Lunchmoney" Lewis, Malibu Babie, Rick James, Vaughn Oliver, Łukasz Gottwald)
17. Bahm Bahm – 2:21 (Onika Maraj, Jessica Lynn Carpenter, Joshua Goods)
18. My Life – 2:44 (Onika Maraj, Chris Stein, Debbie Harry, Donald Cannon, Joshua Goods, Sean Momberger)
19. Nicki Hendrix (feat. Future) – 4:24 (Onika Maraj, Nayvadius Wilburn, Brandon Hamlin, Vincent Shaw)
20. Blessings (feat. Tasha Cobbs Leonard) – 3:34 (Onika Maraj, Benjamin Saint Fort, Christian Beau Anastasiou Astrop, Jeremiah Raisen, Justin Raisen, Tasha Cobbs Leonard)
21. Last Time I Saw You – 3:36 (Onika Maraj, Jacob Canady, Alex Bak, Colin Franken, Derrick Miller, Lesidney Ragland)
22. Just the Memories – 3:55 (Onika Maraj, Colin York, Derrick Milano, Georges Konan, Habib Defoundoux, James Dean, Jerry Butler, John Bristol, John Glover, Lyn Marshall, Moses Davis, Vincent "Life" Shaw)

Tracce bonus nella versione digitale Gag City Deluxe
1. Beep Beep (feat. 50 Cent) – 2:27 (Onika Maraj, Curtis Jackson, Gavin Valencia, Shane Lindstrom)
2. Love Me Enough (feat. Monica e Keyshia Cole) – 3:50 (Onika Maraj, Derrick Milano, Joseph L’Étranger, Justin Tranter, Shane Lindstrom, Ryan Vojtesak, Victoria Monét)

Traccia bonus nella versione digitale Gag City Pluto Edition
1. Press Play (feat. Future) – 3:21 (Onika Maraj, Jacob Canady, Nayvadius Wilburn)

## Classifiche
| Classifica (2023) | Posizione massima |
| ----------------- | ----------------- |
| Australia         | 3                 |
| Austria           | 31                |
| Belgio (Fiandre)  | 13                |
| Belgio (Vallonia) | 13                |
| Canada            | 2                 |
| Danimarca         | 33                |
| Finlandia         | 31                |
| Francia           | 20                |
| Germania          | 41                |
| Irlanda           | 9                 |
| Islanda           | 39                |
| Italia            | 61                |
| Lettonia          | 14                |
| Lituania          | 42                |
| Norvegia          | 10                |
| Nuova Zelanda     | 3                 |
| Paesi Bassi       | 7                 |
| Polonia           | 100               |
| Regno Unito       | 3                 |
| Spagna            | 42                |
| Stati Uniti       | 1                 |
| Svezia            | 32                |
| Svizzera          | 6                 |
| Ungheria          | 32                |